# Lancôme, Loir-et-Cher
Lancôme är en kommun i departementet Loir-et-Cher i regionen Centre-Val de Loire i de centrala delarna av Frankrike. Kommunen ligger i kantonen Herbault som tillhör arrondissementet Blois. År 2022 hade Lancôme 121 invånare.

## Befolkningsutveckling
Antalet invånare i kommunen Lancôme
| Referens: INSEE |